# 나노일렉트로닉스
나노일렉트로닉스(Nanoelectronics) 또는 나노전자공학은 일렉트로닉스 부품에 나노 기술을 사용하는 것을 의미한다. 이 용어는 매우 작아서 원자간 상호 작용과 양자역학적 특성을 광범위하게 연구해야 한다는 공통 특성을 지닌 다양한 장치 및 재료 세트를 포괄한다. 이러한 후보 중 일부에는 하이브리드 분자/반도체 전자 장치, 1차원 나노튜브/나노와이어(예: 실리콘 나노와이어 또는 탄소 나노튜브) 또는 고급 분자 전자 장치가 포함된다.
나노일렉트로닉 장치는 1 nm에서 100 nm 사이의 크기 범위를 갖는 임계 치수를 갖는다. 22nm CMOS(상보형 MOS) 노드와 후속 14nm, 10nm 및 7nm FinFET(핀 필드-효과 트랜지스터)을 포함하여 최근 실리콘 MOSFET 기술 세대가 이미 이 영역에 속해 있다. 나노일렉트로닉스는 현재의 후보가 기존 트랜지스터와 상당히 다르기 때문에 때때로 파괴적인 기술로 간주된다.